# Markus Leppo
Markus Leppo, född 22 september 1934 i Viborg, död 28 april 1994 i Helsingfors, var en finländsk fotograf och journalist. 
Leppo verkade 1957–1958 som bildredaktör vid Helsingin Sanomat och därefter som frilansförfattare och -fotograf. Han framträdde också som bildkonstnär; speciellt hans fotografier av rivna affischer från 1960-talet står nära tidens informalistiska konst. Känd för en större publik blev han tack vare sina böcker och fotoutställningar av finländska fattiggubbar. Ett multivisionsprogram på Leppos fotografier av fattiggubbar visades i Amos Andersons konstmuseum 1973, och åren 1978–1979 presenterades fotoutställningen i de nordiska länderna. 
Leppo publicerade boken Vaivaisukot – Finnish pauper sculptures (1967) och Suomen vaivaisukot – Finlands fattiggubbar (1979); Forssa – rapport om en växande stad (1971); vidare en rad fotoböcker om Helsingfors, bland annat Helsinki (1972), och Talonpoikaistalot – Bondgårdar, bondarkitekturens försvinnande skönhet (1973). Vid sidan av gamla bondgårdar, dokumenterade Leppo i bild även gamla kiosker – även de en försvinnande form av arkitektur. Han tog initiativet till Föreningsbankens samling av internationell fotokonst och verkade från 1984 som dess intendent. Arbeten av honom finns bland annat i Museum of Modern Art i New York.